# 하동 쌍계사 팔상전 영산회상도
하동 쌍계사 팔상전 영산회상도(河東 雙磎寺 八相殿 靈山會相圖)는 경상남도 하동군 화개면 쌍계사에 있는, 석가가 영취산에서 설법한 내용을 묘사한 영산회상도이다. 1987년 7월 16일 대한민국의 보물 제925호로 지정되었다.

## 개요
석가가 영취산에서 설법한 내용을 묘사한 영산회상도이다. 크기는 길이 410cm, 폭 273cm이다. 석가불을 중심으로 사천왕상, 여러 보살, 제자 등의 무리가 석가불을 에워싸고 있는 모습이다. 석가불은 오른쪽 어깨가 드러난 우견편단의 옷을 걸치고 중앙에 앉아 있으며 얼굴은 둥글고 이목구비는 작으며 신체는 건장하고 당당하다. 사천왕상과 여러 보살, 제자들의 모습은 석가불처럼 당당한 모습니다. 색채는 밝고 부드러운 중간색을 주로 사용하였다. 
조선 숙종 7년(1681)에 그려진 이 불화는 비교적 큰 편이지만 짜임새 있는 구도를 보여주고 공간의 처리방법과 회화기법 등 이 매우 뛰어나며 17세기 중반의 특징을 잘 보여주는 우수한 작품이다.

## 같이 보기
- 영산회상도

## 참고 자료
- 하동 쌍계사 팔상전 영산회상도 - 국가유산청 국가유산포털